# Erechthias incongrua
Erechthias incongrua är en fjärilsart som beskrevs av Clarke 1986. Erechthias incongrua ingår i släktet Erechthias och familjen äkta malar. Inga underarter finns listade i Catalogue of Life.